# Martin Fehérváry
Martin Fehérváry (Bratislava, Eslovaquia, 6 de octubre de 1999) es un jugador profesional eslovaco de hockey sobre hielo que se desempeña en la posición de defensor izquierdo en Washington Capitals, equipo de la National Hockey League (NHL).

## Carrera
Fue seleccionado en la segunda ronda en la NHL Entry Draft de 2018. En 2019, hizo su debut en la NHL con el equipo Washington Capitals, donde lleva jugando cuatro temporadas.